# L'Or de Maximilien
L'Or de Maximilien est le dix-septième album de la saga de bande-dessinée XIII de William Vance et Jean Van Hamme.

## Résumé
XIII et ses amis se sont réfugiés dans un hôtel isolé du Mexique, sur la côte pacifique, tenu par Charlie, un ancien frère d’armes de Ben Carrington. Avec l’aide de John Killarney, un professeur de langues celtes à Mexico, ils parviennent à déchiffrer l'énigme des trois montres d'argent écrite en Gaélique d'Ulster et à retrouver l’emplacement du trésor. Il s'agit du Mont des Crocs, une montagne escarpée où règne une chaleur étouffante, en plein désert mexicain, dans la Sierra Madre orientale. XIII, Jones, Betty et le fils ainé de Charlie, Juan (qui n’est pas insensible aux charmes de Betty), partent à la recherche du trésor.
Pendant ce temps à Washington, Frank Giordino tente de faire assassiner le Général Wittaker, le seul homme qui sait que le chef de la NSA est impliqué dans la mort de Wally Sheridan. Wittaker échappe à l’attentat, mais sa femme est tuée. Il décide donc de révéler la vérité au Président. Giordino est suspendu de son poste et le président ordonne que XIII et ses amis soient retrouvés pour témoigner contre lui.
Après plusieurs jours de recherche, XIII, Jones, Betty et Juan retrouvent le trésor. Mais des gangsters mexicains, prévenus par Killarney, les attendent sur place. XIII et Jones parviennent à les tuer, mais le trésor tombe dans une crevasse dans la lutte. Il n'en reste plus que treize pièces d’or…
Dans le même temps, Giordino est rejoint par Felicity (qui s’est échappée de l’hôtel de Charlie) et part au Mexique pour tuer XIII. De son côté, le Président charge un ancien agent de Giordino de retrouver XIII et ses amis ; un ancien agent qu’on croyait mort : une certaine Jessica Martin.

## Remerciements
Au début de l'album, les auteurs remercient monsieur Michaël Rose, celtophone distingué, pour leur avoir fourni la clé menant à l'or de Maximilien.